# 舒庭謨
舒庭謨（1405年—？），字宗弼，浙江寧波府奉化縣人，軍籍。明朝政治人物。進士出身。

## 生平
順天府鄉試第五十一名。正統十三年（1448年）戊辰科會試第一百二十五名，殿試登進士第三甲第二十七名。

## 家族
曾祖舒莊，曾任元知州。祖父舒德剛。父亲舒成宣。